# Purpose Maker Compilation
Purpose Maker Compilation — альбом-компиляция  американского музыканта, диджея Джеффа Миллза выпущенный в 1996 году на лейбле Purpose Maker и в 1998 году на английском лейбле React.

## Об альбоме
Purpose Maker Compilation содержит 14 треков, выходивших на пластинках на Purpose Maker. На диске представлены работы, принёсшие Джеффу Миллзу признание и широкую известность: «The Bells», «Alarms», «Cubango» и ещё несколько других треков.

## Список композиций
1. The Dancer — 4:58
2. Casa — 4:58
3. The Bells — 4:46
4. Reverting — 4:39
5. Alarms — 5:12
6. Outsiders — 4:50
7. Cubango — 4:42
8. Medicine Man — 4:08
9. Paradise — 4:59
10. Masterplan — 5:16
11. Fly Guy — 4:19
12. Fuzz Dance — 5:08
13. Tango — 3:46
14. Captivate — 5:18